# Psychoda campbellica
Psychoda campbellica är en tvåvingeart som beskrevs av Quate 1964. Psychoda campbellica ingår i släktet Psychoda och familjen fjärilsmyggor. Inga underarter finns listade i Catalogue of Life.